# Churchill County
Churchill County je okres ve středu státu Nevada ve Spojených státech amerických. Žije zde přibližně 26 tisíc obyvatel. Správním sídlem okresu je město Fallon, které je také jedinou obcí okresu (ostatní sídla se nacházejí v nezařazeném území). Celková rozloha okresu činí 13 012 km². Založen byl roku 1861 a byl pojmenován podle Sylvestera Churchilla, amerického generála z mexicko-americké války.
Počet obyvatel okresu narostl od roku 1990 do roku 2000 o 33,7 % a v letech 2000–2010 o 3,7 %.